# Botykapeterd
Botykapeterd là một thị trấn thuộc hạt Baranya, Hungary. Thị trấn này có diện tích 17,43 km², dân số năm 2010 là 342 người, mật độ 20 người/km².